# The Unforgiven
Pour les articles homonymes, voir The Unforgiven (homonymie).
Singles de Metallica
Don't Tread on Me
(1991) Nothing Else Matters
(1992)
The Unforgiven (littéralement « L'impardonné ») est le quatrième single de l'album éponyme de Metallica (également connu sous le nom de Black Album). Sortie en 1991, elle est notamment l'une des chansons les plus lentes sur l'album et est considérée comme une power ballad.
Le batteur Lars Ulrich a expliqué que le groupe voulait essayer quelque chose de nouveau avec l'idée d'une ballade - au lieu de versets mélodiques dans les normes et de refrains puissants (comme le montrent leurs précédentes ballades Fade to Black, Welcome Home (Sanitarium) et One), le groupe choisit d'inverser la dynamique, avec des versets puissants, à distorsion et des refrains doux, mélodiques, joués avec une guitare classique.
La corne utilisée durant l'intro de la chanson fut prise d'un Western puis inversée de façon à masquer son origine, comme Hetfield l'a expliqué sur Classic Albums: Metallica. Bien que Metallica n'a jamais divulgué de quel film l'intro était prise, on croit qu'elle provient d'une pièce de la musique appelée The Showdown composée par Ennio Morricone pour le western spaghetti Et pour quelques dollars de plus sorti en 1965, avec Clint Eastwood.
The Unforgiven fut le troisième hit du groupe au Top 40 du Billboard Hot 100, atteignant la 35e place. La chanson a été jouée en live dans le cadre de la tournée Nowhere Else to Roam World de Metallica qui a eu lieu de 1991 à 1993, en soutien du Black Album. Elle fut jouée encore lors de la tournée Madly in Anger with the World en 2003–2004 et la tournée Escape from the Studio '06. Elle a été plus récemment jouée dans le cadre de la tournée Sick of the Studio, et aussi le 15 août 2008 au Pukkelpop Festival en Belgique et au Stade de France pour les 20 ans du Black Album.
La version live de la chanson comprend un deuxième solo vers la fin de celle-ci, ce que l'enregistrement original n'avait pas.
La chanson a eu deux suites, The Unforgiven II (de l'album ReLoad en 1997), et The Unforgiven III (de l'album Death Magnetic en 2008).

## Titres
1. "The Unforgiven"
2. "Killing Time"
3. "So What" (12" seulement)
4. "The Unforgiven" (Demo)

## Formation
- James Hetfield : chants et guitare rythmique
- Lars Ulrich : batterie
- Kirk Hammett : guitare solo
- Jason Newsted : basse

## Reprise
- Elisapie Isaac sur l'album Inuktitut (2023), version inuktitut sous le titre Isumagijunnaitaungituq.
- Alborosie featuring Raging Fyah June 29, 2018